# Marcelin Pleynet
Marcelin Pleynet, né le 23 décembre 1933 à Lyon, est un poète, romancier, critique d'art et essayiste français.
Il a publié un grand nombre de volumes de poésie, de multiples essais sur l'art et la littérature, quatre romans et huit volumes de son Journal littéraire.

## Parcours
Directeur gérant et secrétaire de rédaction de la revue Tel Quel de 1962 à 1982, il collabore avec Philippe Sollers à la rédaction de L'Infini depuis 1983.
Il a occupé la chaire d’esthétique à l’École nationale supérieure des beaux-arts de Paris de 1987 à 1998.  
En 2008, il cosigne, avec Florence D. Lambert, un film consacré à sa vie et à son œuvre, Vita Nova,.

### Citation
- « Les gens perçoivent les autres tels qu'ils se perçoivent eux-mêmes. »

## Œuvres

### Poésie
- Le Póntos, coll. « L'Infini », Gallimard, 2002
- Le Parménide, Stanze, chant V, in La Polygraphe n°9/10, Comp'Act, 1999
- Notes sur le motif suivi de La Dogana, Dumerchez, 1998
- Le Propre du temps, coll. « L'Infini », Gallimard, 1995
- Premières Poésies, Cadex, 1988
- Plaisir à la tempête, Carte Blanche, 1987
- Fragments du chœur - vers et proses, Denoël, 1984
- Les Trois Livres, Seuil, 1984
- L'Amour vénitien, Carte Blanche, 1984
- Conversions, illustrations de Pierre Nivollet, Orange Export Ltd., 1983
- Rime, coll. « Tel Quel », Seuil, 1981
- Ma destruction, illustrations de Raquel [Levy], Orange Export Ltd., 1980
- Stanze, coll. « Tel Quel », Seuil, 1973
- Comme, coll. « Tel Quel », Seuil, 1965
- Paysages en deux suivi de Les Lignes de la prose, coll. « Tel Quel », Seuil, 1963
- Provisoires amants des nègres, Seuil, 1962

Provisoires amants des nègres, Paysages en deux suivi de Les lignes de la Prose et Comme sont les exercices de laboratoire renouvelés des expériences (quinquagénaires) de dada, de Cendrars et assez proches des recherches typographiques, visuelles, spatiales, etc. du "mouvement international". En supprimant les compléments, les articles, en ponctuant de blancs des membres de phrase qui n'ont aucun rapport les uns avec les autres, Pleynet propose au lecteur une bousculade de pensées, de mots et de silences qui fait songer a la reproduction d'un discours par un disque dont on aurait comblé la plupart des sillons, ou encore au travail d'un cerveau électronique déréglé.

### Roman
- L'Expatrié, coll. « L'Infini », Gallimard, 2017
- Le Retour, coll. « L'Infini », Gallimard, 2016
- L'Étendue musicale, coll. « L'Infini », Gallimard, 2014
- Chronique vénitienne, coll. « L'Infini », Gallimard, 2010
- Le Savoir-vivre, coll. « L'Infini », Gallimard, 2006
- La Vie à deux ou à trois, Gallimard, 1992
- Prise d'otage, coll. « L'Infini », Denoël, 1986

### Journal
- Le Voyage en Chine, Editions Marciana, 2012 (édition revue et corrigée, augmentée d'un cahier photos en couleur)
- Nouvelle Liberté de pensée, Editions Marciana, 2011
- La Fortune, la Chance. Chroniques romanesques, Hermann, 2007
- Les Voyageurs de l'an 2000, coll. « L'Infini », Gallimard, 2000
- Le Plus Court Chemin, de « Tel Quel » à « L'Infini », coll. « L'Infini », Gallimard, 1997
- Le Jour et l'Heure, coll. « Carnets », Plon, 1989
- L'Amour, coll. « POL », Hachette, 1982
- Spirito Peregrino, coll. « POL », Hachette, 1981
- Le Voyage en Chine, coll. « POL », Hachette, 1980

### Essais sur l'art et la littérature
- Essais et conférences (1987-1998), Beaux-arts de Paris les éditions, 2012
- Comme la poésie la peinture, Editions du Sandre / Editions Marciana, 2010
- Cézanne, Gallimard, coll. « Folio essais », 2010
- La Peinture contemporaine en question : conférence au CAPC de Bordeaux en 1979, Le Bleu du ciel / INHA, 2007
- Giacometti, « le jamais vu », Dilecta, 2007
- Cézanne marginal, Les Mauvais Jours, 2006
- P. Nivollet, fontaines de Rome. Le paradis en ces jardins, Piltzer, 2006
- Rimbaud en son temps, coll. « L'Infini », Gallimard, 2005
- Alechinsky le pinceau voyageur, Gallimard, 2002
- Judit Reigl, Adam Biro, 2001
- Poésie et « révolution », la révolution du style, Pleins Feux, 2000
- Rothko et la France, L’Épure, 1999
- Chardin - Le sentiment et l'esprit du temps, L’Épure, 1999
- L'homme habite poétiquement, entretiens avec Ernest Pignon-Ernest, Actes Sud, 1993
- Une saison, Dumerchez, 1996
- Henri Matisse, coll. « Folio essais », Gallimard, 1993
- Giorgione et les deux Vénus, Maeght, 1991
- Les Modernes et la Tradition, coll. « L'Infini », Gallimard, 1990
- Motherwell, coll. « Histoire et Philosophie de l'Art », Papierski, 1989
- L'Art abstrait, tome 5 (avec Michel Ragon), Adrien Maeght, 1988
- New-York Series, les sculptures en cire de Félix Rozen, galerie Gary, 1979-1988
- Les États-Unis de la peinture, coll. « Fiction et Cie », Seuil, 1986
- Le livre de Raquel, Orange Export Ltd., 1986
- Fenêtre sur le Japon, exposition de photographies de Félix Rozen, Central color Paris, 1986
- Giotto, Hazan, 1985 (réédition 2013)
- La Place de Félix Rozen dans l'art contemporain (Situation pièce, Centre d'Action Culturelle, texte lu par l'auteur), 1984
- Rozen Black Tracks. Catalogue de l'exposition Félix Rozen (Silkeborg Kunstmuseum, Danemark et Fondation Henie-Onstad, Norvège), préface de Troels Andersen poèmes de Peter Laugesen et Marcelin Pleynet, mai-juin 1981
- Transculture, coll. « 10/18 », Bourgois, 1979
- Situation de l'art moderne : Paris-New York, Chêne, 1978
- Art et Littérature, coll. « Tel Quel », Seuil, 1977
- Système de la peinture, coll. « Points », Seuil, 1977
- L'Enseignement de la peinture, coll. « Tel Quel », Seuil, 1971
- Lautréamont par lui-même, Éditions du Seuil, coll. « Écrivains de toujours », 1967

### Choix de textes non repris en volume (1991-2010)
- « Une question est une réponse », Écritures, n°1, automne 1991[5]
- « Pensées par milliers », Action poétique, n°129-130, hiver 1992-1993
- « On a touché au vers », Action poétique, n°133/134, hiver 1993-1994
- « Poésie et pensée. Pourquoi ne serais-je pas angoissé ? », La Pensée, n°297, janvier-février-mars 1994
- « L’homme est libre de jouir singulièrement (propos recueillis par Céline Galliot et Ivan Péricoli) », Le Sourire vertical, n°1, avril 1994[6]
- « Le Propre du temps (entretien avec J. Henric) », Art Press, n° 203, juin 1995
- « Réponses à Ligne de risque », Ligne de risque, n° 6-7, janvier-avril 1998
- « 31 écrivains face à la haine », Le Monde, 28 mars 1998
- « Siècle de l’intelligence », Le Monde, 15 août 1998
- « Supports/Surfaces, entretien avec Éric de Chassey », cat. Les Années supports-surfaces dans les collections du Centre Georges Pompidou, Paris, Éditions du Jeu de Paume, 1998
- « Perspectives du temps dans l’œuvre de Simon Hantaï », Donation Simon Hantaï, musée d’art moderne de la Ville de Paris, 1998
- « Comment ne pas être une brebis clonée », Les Cahiers de la médecine utopique, n° 1, premier trimestre 1998
- « Francis Ponge et la nécessité de la pensée », Action poétique, n° 153-154, hiver-printemps 1998/99
- « Le Parménide. Stanze, chant V. Premier mouvement (extrait) », La Polygraphe, n° 9/10, octobre 1999
- « Poésie et existence : Journal (extrait) », La Polygraphe, n° 9/10, octobre 1999
- « Critique de la critique critique : extrait du Chant V (Alliance, cercle d’or sur l’étendue) de “STANZE” », Le Nouveau recueil, n° 52, septembre-novembre 1999
- « Voyage en Occident. Extrait du Chant V de Stanze », Le Trait, n° 5, octobre 1999
- « La poésie est le fondement qui supporte l’Histoire (entretien avec Olivier Renault et Luc L’Archer) », Le Trait, n° 5, octobre 1999 ; repris dans L’Infini, n° 69, printemps 2000
- « Antonin Artaud, le suicidé de la société » [1998], Le Théâtre de la cruauté, Desjonquere, 2000
- « L’épopée d’Ezra Pound », Le Monde, 8 février 2002 ; repris dans L’Infini n° 79, été 2002[7].
- « Le Póntos (réponse à une question de J. Henric) », Art Press, n° 276, février 2002
- « Le dispositif Ponge », Le Monde, 20 décembre 2002
- « Devade à nouveau (entretien avec Camille Saint-Jacques, décembre 1997) », cat. Marc Devade, Coblence, Ludwig Museum ; Tourcoing, musée des beaux-arts, 2003
- « Rimbaud en son temps (entretien avec Pascal Boulanger) », Art Press, n° 312, mai 2005
- « Jean Fournier », dans Hommage à Jean Fournier. La couleur toujours recommencée, Actes Sud, 2007
- « Un homme en résistance (sur Jean Cayrol) », Le Monde, 2 février 2007[8]
- « Paris, capitale des arts » [juillet 2000], Ironie, n° 149, octobre 2010[9]

### Sur Marcelin Pleynet
- « Itinéraires de Marcelin Pleynet », Faire Part, n° 30-31, printemps 2012 Avec des contributions de Ph. Sollers, J. Kristeva, F. de Haes, M. Pleynet, J.-L. Houdebine, P. Ffrench, S. Bann, P. Forest, J. Risset, P. Muray, D. Roche, J. Henric, J. Cayrol, F. D. Lambert, C. Minière, M. Tunstill, A. Schellino, T. Coste, S. Rodary, S. Gavronsky, M. Crépu, D. Grinberg, M. Dachy, J. François, P. Boulanger, J. Reigl, L. Dax, S. Bourgoin, A. Coste, A. Chaneac, A. Eyriès, D. Paravel, B. Roger, D. di Nota, L. Zimmermann, B. Chantre.
- La Polygraphe, n° 9-10, octobre 1999. Numéro en grande partie consacré à Marcelin Pleynet, coordonné par Pascal Boulanger
- Jacqueline Risset, Marcelin Pleynet : Le chant et la raison critique, coll. « Poètes d’aujourd’hui », Seghers, 1988
- « Marcelin Pleynet, poète », Courrier du Centre international d’études poétiques, n° 139/140, Bruxelles, 1981. Numéro consacré à Marcelin Pleynet, coordonné par Frans De Haes
- Tel Quel, n° 77, automne 1978. Numéro en grande partie consacré à Marcelin Pleynet
- Philippe Sollers, « Marcelin Pleynet, Nouvelle liberté de pensée », L'Infini, n° 120, automne 2012
- Frans De Haes, « Le propre du temps de Marcelin Pleynet », L'Infini, n° 120, automne 2012
- Philippe Sollers, « Mon journal du mois », Le Journal du dimanche, 29 avril 2012[10]
- Philippe Sollers, « Mon journal du mois », Le Journal du dimanche, 25 septembre 2011[11]
- Florence D. Lambert, « Filmer Marcelin Pleynet », L’Infini, n° 113, hiver 2011[12]
- David di Nota, « Sur Marcelin Pleynet », L’Infini, n° 112, automne 2010
- Jacques Henric, « Chance et vérité », Art Press, n° 367, mai 2010[13]
- Philippe Sollers, « La science de Lautréamont », Critique, n° 245, octobre 1967 ; repris dans Logiques, Seuil, 1968. Repris en partie dans les Œuvres de Lautréamont, Bibliothèque de la Pléiade, Gallimard, 2009
- Philippe Sollers, Un vrai roman. Mémoires, Plon, 2007[14]
- Philippe Forest, « L’Écart qui préserve (à propos du Journal de Marcelin Pleynet) », conférence prononcée le 20 mars 1998 ; reprise dans Ph. Forest, De « Tel Quel » à « L’Infini », Éditions Cécile Defaut, 2006
- Collectif De « Tel Quel » à « L'Infini » : L'avant-garde et après ?, Pleins Feux, 2000
- Philippe Forest, Histoire de Tel Quel, 1960-1982, Seuil, coll. « Fiction & Cie », 1995
- Josyane Savigneau, « Pleynet, les séductions du mystère », Le Monde, 23 mai 1997[15]
- Philippe Forest (éd.), L’Infini, n° 49/50, printemps 1995
- Frans De Haes, « De nouveau Marcelin Pleynet », Courrier du Centre international d’études poétiques, n° 163-164, Bruxelles, septembre-octobre 1984
- Claude Minière, « La perpétuelle naissance de l’écriture », TXT, n° 14, automne 1982
- Frans De Haes, « Le Voyage en Chine », Courrier du Centre international d’études poétiques, n° 139/140, Bruxelles, janvier-février 1981[16]
- Philippe Sollers, « Marcelin Pleynet, poète », Courrier du Centre international d’études poétiques, n° 139/140, Bruxelles, janvier-février 1981[14]
- Philippe Sollers, « Critique de la poésie 1 et 2 » [1963 et 1966], Logiques, Seuil, 1968 ; repris dans Tel Quel, n° 77, automne 1978
- Philippe Sollers, « Voyage en Occident », Nouvelles littéraires, n° 2386, 18 juin 1973 ; repris sous le titre « Stanze » dans Tel Quel, n° 77, automne 1978
- Jacques Henric, « Le dissipateur », Art Press, n° 8, juin 1977[17]
- Michel Foucault, « Distance, aspect, origine », Critique, n° 198, novembre 1963